# بيتر شامبيرس
بيتر شامبيرس (بالإنجليزية: Peter Chambers)‏ (1878 في المملكة المتحدة - 1952 في المملكة المتحدة) هو لاعب كرة قدم بريطاني (وحمل سابقاً جنسية المملكة المتحدة لبريطانيا العظمى وأيرلندا) في مركز نصف الجناح. لعب مع بلاكبيرن روفرز وسويندون تاون ونادي بريستول سيتي وBedminster F.C. ‏.